# Топчиха
Топчи́ха — село в Алтайском крае, административный центр Топчихинского района.  

## География
Расположено в 90 км к юго-западу от Барнаула. В Топчихе расположена одноимённая железнодорожная станция.

## История
Основано село 21 октября 1915 года. В этот день была создана железнодорожная станция Топчиха. Всё население станции в 1917 году составляло чуть более 30 человек. Это работники станции, которые проживали в здании вокзала. Несколько семей станционных рабочих проживало в большем многоквартирном деревянном доме.
В конце 20-х начинается стремительный рост населения станции и превращения её в село. В 1929 году на станции Топчиха организуется одна из первых на Алтае машинотракторных станций. В 1930 году создается колхоз «Комбаин». 1 января 1932 года, постановлением Верховного Совета СССР был образован Топчихинский район с центром в селе Топчиха.
В 2022 году на станции Топчиха  для безопасной и комфортной посадки и высадки пассажиров работники Алтайского производственного участка удлинили островную пассажирскую платформу с 96 до 156 метров.

## Население
| 1926  | 1939  | 1959  | 1970  | 1979  | 1989  | 1997  | 1998  | 1999  |
| ----- | ----- | ----- | ----- | ----- | ----- | ----- | ----- | ----- |
| 1076  | ↗5265 | ↗7861 | ↘7840 | ↗7852 | ↗9069 | ↗9304 | ↗9336 | ↗9410 |
| 2000  | 2001  | 2002  | 2003  | 2004  | 2005  | 2006  | 2007  | 2008  |
| ↗9413 | ↘9051 | ↘8354 | ↗8635 | ↘8485 | ↗9117 | ↗9834 | ↘8583 | ↘8555 |
| 2009  | 2010  | 2011  | 2012  | 2013  | 2014  | 2015  | 2016  | 2017  |
| ↘8398 | ↗8815 | ↘8787 | ↘8731 | ↘8715 | ↗8746 | ↗8762 | ↗8906 | ↗8983 |
| 2018  | 2019  | 2020  | 2021  |       |       |       |       |       |
| ↗8994 | ↘8972 | ↗8999 | ↘7812 |       |       |       |       |       |

## Экономика и социальная сфера
В селе находятся элеватор, мельзавод, хлебокомбинат, ПМК, типография, общеобразовательные школы, детские дошкольные учреждения, медучреждения, библиотеки.

## Радио
- 105,2 Радио России / ГТРК Алтай
- 106,1 Милицейская Волна / Катунь FM

## Известные уроженцы
- Лазебин Евгений Павлович (род. 1955) — российский военный деятель, генерал-полковник полиции, кандидат педагогических наук.
- Губин Андриан Макарович (1913—1944) — Герой Советского Союза
- Григорервский Михаил Валерьевич (1985—2008) — Герой Российской Федерации.
- Переверзев Виктор Михайлович (род. 1958) — Серебряный призёр Олимпийских игр 1980 года в Москве.
- Ерофеев Дмитрий Владимирович (1973—1994) — российский офицер, командир группы 67-й отдельной бригады специального назначения Главного разведывательного управления Генерального Штаба Вооружённых Сил Российской Федерации, лейтенант, Герой Российской Федерации.